# Marcin Pawlikowski
Marcin Zbigniew Pawlikowski (ur. 11 listopada 1922 w Siedlcach, zm. 25 listopada 1999 w Józefowie) – polski architekt, wykładowca akademicki, autor licznych publikacji o tematyce budownictwa wiejskiego.
Pawlikowski był członkiem warszawskiego oddziału Stowarzyszenia Architektów Polskich oraz członkiem i działaczem PZITB oraz NOT.

## Życiorys
Marcin Zbigniew Pawlikowski urodził się w rodzinie architekta, działacza społecznego i filantropa Dominika Ludwika Pawlikowskiego (1879–1952), naczelnego architekta miasta Siedlce i rejonu siedleckiego (przed 1939 r.). Był bratem architekta Andrzeja Pawlikowskiego (1926–2020) i ojcem architektki prof. Anny Pawlikowskiej-Piechotki. Jego matką była Felicja Alicja z domu Kuleszyńska. Przed wojną w rodzinnym domu Pawlikowskich w Siedlcach, panowała atmosfera życzliwości i chęci niesienia pomocy innym w imię solidarności społecznej. Taką też postawę reprezentował Pawlikowski angażując się w różne formy niesienia pomocy innym. Przez wiele lat uczył języka angielskiego w szkole znajdującej się przy sanatorium w Józefowie „Dzieciakowo” nie biorąc za to żadnego wynagrodzenia.
Marcin Zbigniew Pawlikowski dzieciństwo i młodość spędził w Siedlcach. Był absolwentem gimnazjum i liceum im. Stanisława Żółkiewskiego w Siedlcach. W czasie wojny działał w podziemiu zbrojnym AK w rejonie siedleckim, podobnie jak jego brat Andrzej Pawlikowski. Z tego powodu po wojnie rodzina, obawiając się represji ze strony powojennych władz, zmuszona była przeprowadzić się do Warszawy.
Pawlikowski pochowany został na cmentarzu Powązkowskim w Warszawie.

### Kariera zawodowa
Pawlikowski ukończył studia na Wydziale Architektury Politechniki Warszawskiej w 1948 roku. W 1965 roku zdobył tytuł doktora nauk technicznych, a w 1974 roku nadano mu stopień doktora habilitowanego. W latach 1946–1951 był pracownikiem BOS w pracowni prof. Gutta w Warszawie, w latach 1951–1962 był zatrudniony w pracowni projektowej Ministerstwa Rolnictwa w Warszawie.

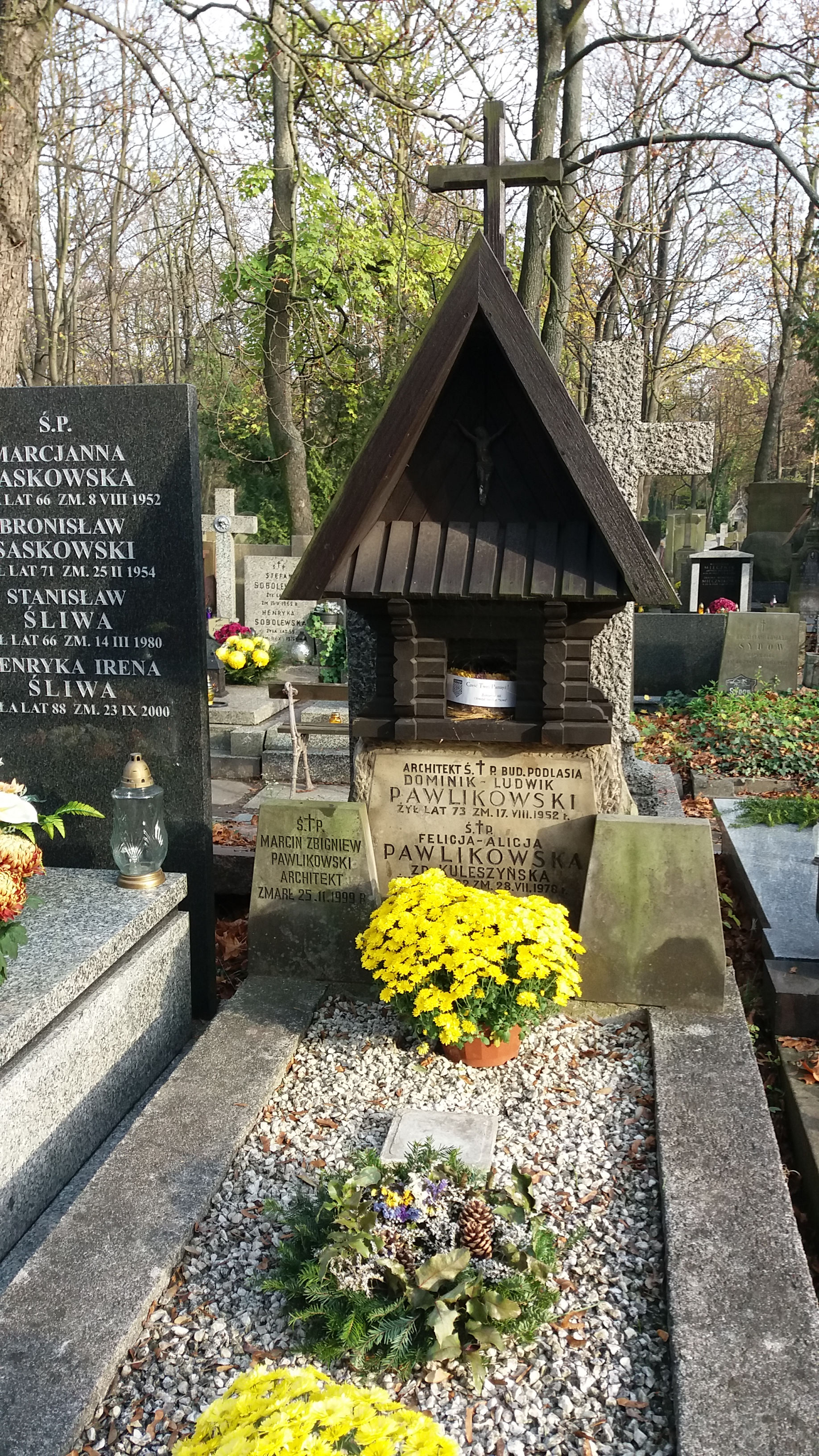
Zdjęcie grobu rodziny Pawlikowskich na cmentarzu Powązkowskim w Warszawie

Pawlikowski uczestniczył w organizowaniu Wydziału Budownictwa Lądowego Akademii Rolniczo-Technicznej w Olsztynie, której w latach 1965–1999 był profesorem. W latach 1962–1974 pracował w Instytucie Techniki Budowlanej w Warszawie, a w latach 1974–1978 w pracowni projektowej Instytutu Budownictwa, Mechanizacji i Elektryfikacji Rolnictwa w Warszawie. Był dziekanem Wydziału Budownictwa i Geodezji na Akademii Rolniczo-Technicznej w Olsztynie (obecnie Uniwersytet Warmińsko-Mazurski) i dziekanem Wydziału Architektury University of Nigeria (1978–1984).
Pawlikowski jest autorem m.in. odbudowy zespołu klasztornego i kościoła sióstr Sakramentek, Rynek Nowego Miasta 2 w Warszawie (współautorzy: Dominik Pawlikowski, Andrzej Pawlikowski).
Jest autorem publikacji Forma przestrzenna zagrody (wyd. Arkady, Warszawa 1970).

## Nagrody i wyróżnienia
W 1959 roku zdobył I nagrodę (równorzędną) w konkursie na opracowanie serii projektów zabudowania zagrody rolnika w województwach białostockim, lubelskim i łódzkim (współautorzy: Janusz Buze, Konrad Russek, S. Lipka).
W 1955 roku Pawlikowski otrzymał Złoty Krzyż Zasługi.